# Johann Höhn der Jüngere

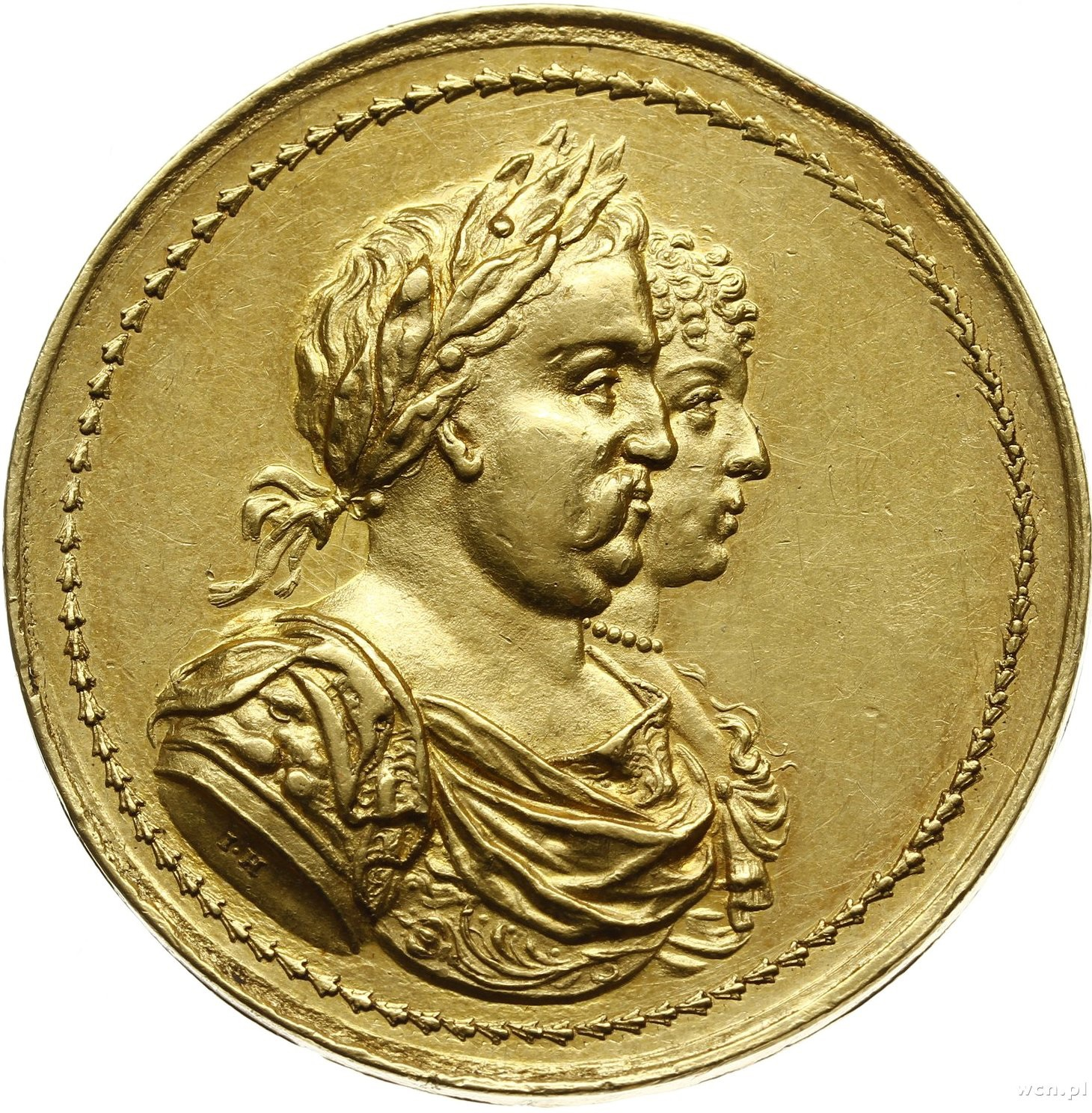
König Johann III. und Maria Kasimira, 1676

Johann Höhn (* um 1635; † 26. November 1693 in Langfuhr bei Danzig, Königreich Polen) war ein Medailleur in Danzig.

## Leben und Wirken

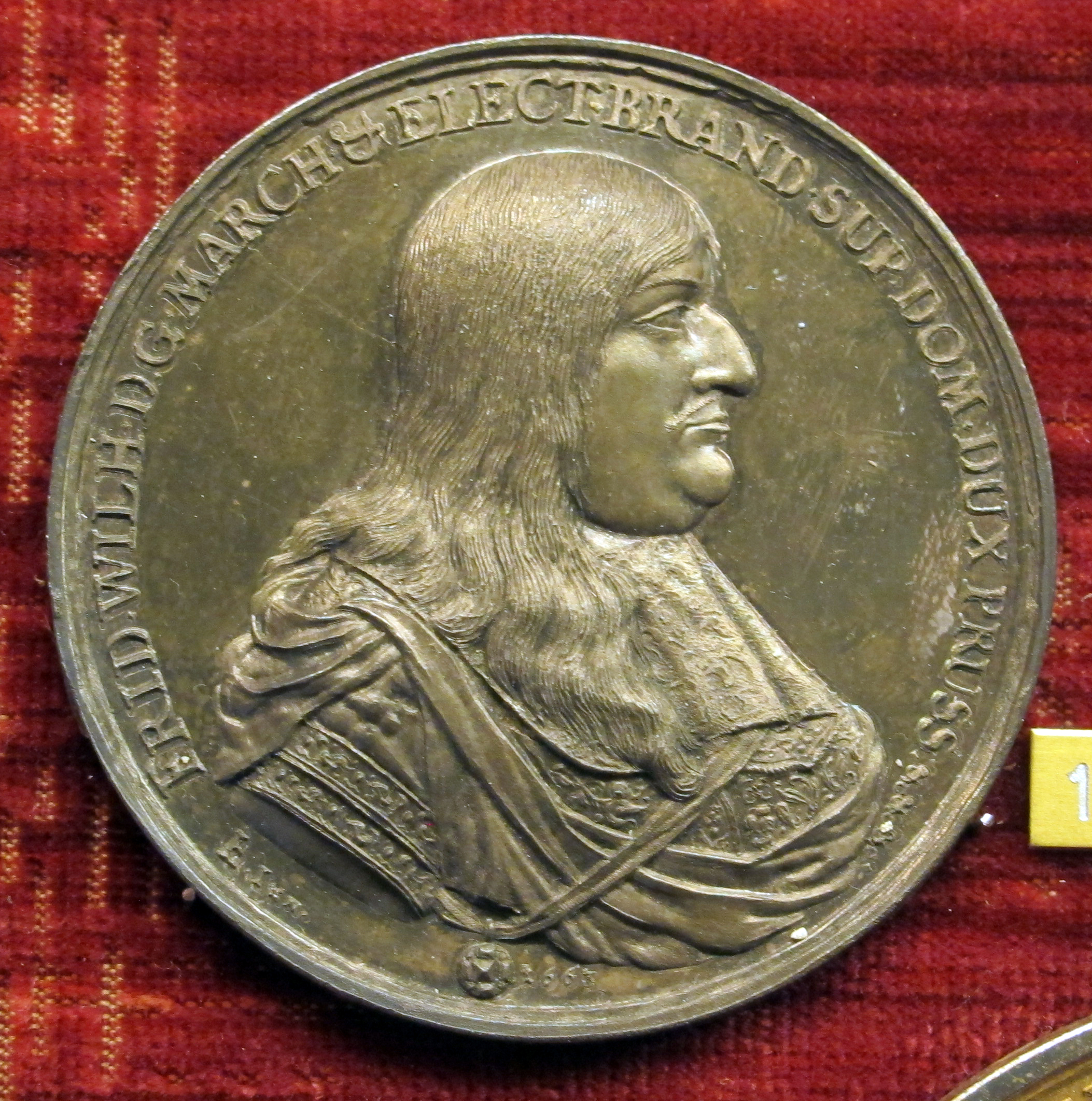
Kurfürst Friedrich Wilhelm von Brandenburg, Silber, 1663

Der Vater Johann Höhn (der Ältere) (1607–um 1664) war Medailleur in Danzig.
Johann Höhn der Jüngere schuf Medaillen seit etwa 1656, vor allem für die polnischen Könige Johann II. Kasimir und Johann III., sowie für den brandenburgischen Kurfürsten Friedrich Wilhelm. Diese waren Porträtdarstellung und Gedenkmedaillen für militärische Siege. Daneben schuf er auch Porträtmedaillen für vornehme Danziger Bürger wie den berühmten Astronomen Johannes Hevelius und den Prediger Aegidius Strauch. Seine Signatur war meist IH.
Bei einigen Medaillen zwischen 1557 und 1564 kann es zu Unsicherheiten bei der Zuordnung kommen, der Sohn schuf überwiegend Porträts, während der Vater auch Landschaftsdarstellungen verwendete.